# Karen Brancourt
Karen Brancourt, avstralska veslačica, * 15. marec 1962. 
Brancourtova je veslala za Torrens Rowing Club iz Južne Avstralije. Z avstralsko posadko četverca s krmarjem je leta 1984 na Olimpijskih igrah v Los Angelesu osvojila bronasto medaljo. To je bila prva olimpijska medalja v ženskem veslanju za Avstralijo. 